# 小山勝二
小山 勝二（こやま かつじ、1945年4月27日 - ）は、日本の物理学者（宇宙物理学）・天文学者。理学博士（京都大学・1976年）。京都大学名誉教授。京都大学特任教授。21世紀COEプログラム「物理学の多様性と普遍性の探求拠点」拠点リーダー。2004年紫綬褒章受章、2018年瑞宝中綬章受章。愛知県西尾市出身。

## 略歴
- 1964年3月 - 愛知県立刈谷高等学校卒業
- 1968年3月 - 京都大学理学部物理学科卒業
- 1973年3月
  - 京都大学大学院理学研究科物理学第二専攻博士課程単位取得退学
  - 日本学術振興会奨励研究員（東京大学原子核研究所にて研究）
- 1975年5月 - 東京大学宇宙航空研究所助手
- 1981年4月 - 文部省宇宙科学研究所助手
- 1987年1月 - 文部省宇宙科学研究所助教授
- 1988年4月 - 名古屋大学理学部助教授
- 1991年3月 - 京都大学理学部物理学科教授（宇宙線物理学講座）
- 1995年 - 京都大学大学院理学研究科教授（物理学・宇宙物理学専攻　物理学第二分野宇宙線研究室）
- 2009年4月 - 京都大学名誉教授
- 2010年4月 - 京都大学特任教授

## 受賞歴
- 1981年 - 朝日賞（「『はくちょう』衛星によるX線天体の観測」の業績により、観測チーム全体）
- 1995年 - 井上学術賞（「蛍光比例計数管の開発と特性X線による高エネルギー天体現象の解明」の業績により）
- 1999年 - 林忠四郎賞（「銀河系内超高温プラズマおよび原始星からのX線放射の発見」の業績により）
- 2002年 - 仁科記念賞（「超新星残骸での宇宙線加速」の業績により）
- 2004年 - 紫綬褒章[1]
- 2018年 - 瑞宝中綬章[2]

## 研究活動
専門はX線天文学。
『はくちょう』プロジェクトでは、観測結果から中性子星の状態解明に成功した。『てんま』プロジェクトでは、世界最高の波長分解能を持つ蛍光比例計数管の開発の中心となった。『ぎんが』プロジェクトでは、大受光面積比例計数管を開発し、銀河中心の高温プラズマ発見に寄与した。『あすか』プロジェクトでは、位置検出型蛍光比例計数管の開発を進め、X線反射星雲の発見に繋げた。またX線CCDカメラを用いた観測により、超新星残骸 SN 1006 の衝撃波面からシンクロトロンX線放射を発見し、高エネルギー宇宙線加速源を初めて具体的に示した。

## 著書

### 単著
- 『X線で探る宇宙』（培風館　NEW　COSMOS　SERIES　1992年）

### 共著
- 『宇宙科学の最前線』（朝日出版社）
- 『現代の宇宙像』（培風館）
- 『見えないもので宇宙を観る』（京都大学学術出版会）
- 『天の川の真実』（誠文堂新光社）

### 編著
- 『Frontiers X-Ray Astronomy』（アカデミープレス社）